# Kedrovyj (Oblast' di Tomsk)
Kedrovyj è una città della Russia, situata nella Siberia occidentale (oblast' di Tomsk). È anche centro amministrativo del distretto urbano "città di Kedrovyj", che ha una superficie di1697 km².
Sorge nella parte sudoccidentale della oblast', nel bassopiano siberiano occidentale, circa 350 chilometri a ovest del capoluogo regionale Tomsk. La città sorge sulle sponde del fiume Čuzik (bacino dell'Ob'), vicino al villaggio di Pudino (Пудино).
Lo sviluppo economico della città è associato allo  sfruttamento dei giacimenti di petrolio e gas, le cui licenze sono di proprietà di Vostokgazprom e Rosneft, e alla gestione di oleodotto (Igol'ko-Talovoe-Gerasimovskoe, 169 km) e gasdotto (Gerasimovskoe-Kedrovyj, 43 km).

## Storia
È una delle città più piccole, in termini di popolazione, della Russia. È stata fondata nel 1982 come villaggio di lavoratori in ambito petrolifero, nel 1987 ha ricevuto lo status di città.
Lo stemma della città è stato adottato nel 2009. Il ramo di Pinus Strobus (o Pinus sibirica) con coni indica il nome della città. Il cedro è un simbolo di forza, integrità e durata. La lingua azzurra della fiamma del gas naturale e una goccia nera di petrolio simboleggiano le ricchezze naturali dell'area.